# 田宮裕涼
田宮 裕涼（たみや ゆあ、2000年6月13日 - ）は、千葉県山武市出身のプロ野球選手（捕手、外野手）。右投左打。北海道日本ハムファイターズ所属。

## 経歴

### プロ入り前
小学1年生から山武ブリスキーボーイズで野球を始め、6年生の頃に千葉ロッテマリーンズジュニアに選出。中学時代は佐倉シニアでプレーし、3年春には、日本リトルシニア全国選抜大会で優勝し、自身も捕手としてベストナインに選ばれた。
成田高等学校では1年秋からレギュラーを獲得。2年夏の千葉大会では、打率.316を記録するも、ベスト16に終わった。2年秋からはキャプテンに就任。3年夏の東千葉県大会では、全6試合に「3番・捕手」で先発出場し、好調だったものの決勝で木更津総合高等学校に敗れ、準優勝。
2018年10月25日に行われたドラフト会議では、北海道日本ハムファイターズから6位指名を受け、契約金2000万円、年俸480万円（いずれも推定）で仮契約を結んだ。背番号は64。

### 日本ハム時代

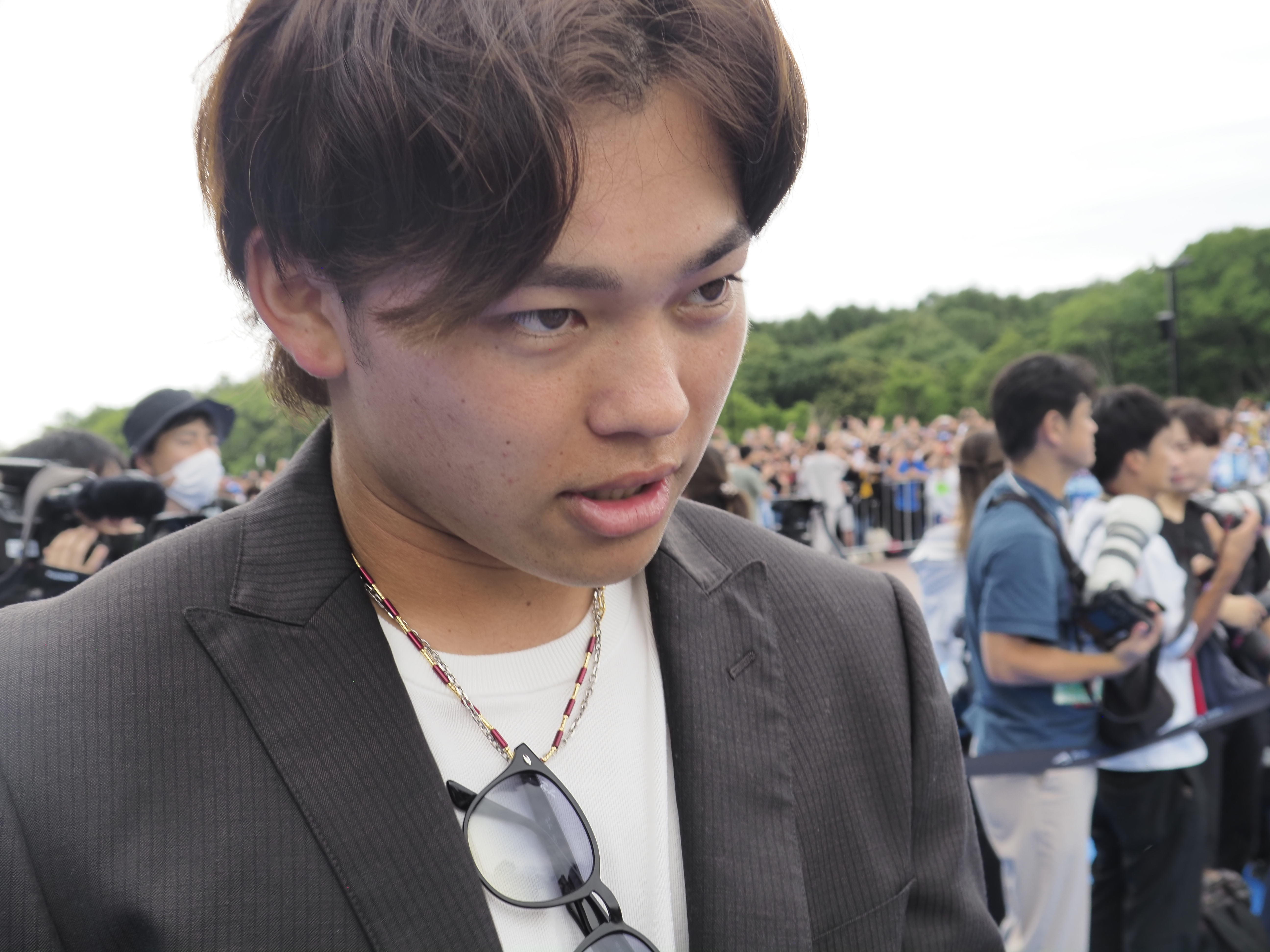
2024年7月23日、オールスターゲーム第1戦でのブルーカーペットイベントにて

2019年は春季キャンプを二軍で迎え、3月3日に1日限定で一軍へ昇格。同日のオープン戦（対横浜DeNAベイスターズ）に途中出場し、8回表には盗塁を阻止した。ただ、レギュラーシーズンでは一軍へ昇格することはなく、二軍（イースタン・リーグ）では73試合に出場し、打率.221、0本塁打、16打点、11盗塁という成績であった。
2020年9月26日、脳震盪特例措置で出場選手登録を外れたクリスチャン・ビヤヌエバの代替選手として一軍初昇格を果たした。翌27日のオリックス・バファローズ戦で8回裏の守備からプロ初出場となり、9回表には漆原大晟からプロ初打席初安打を記録。この1試合のみで10月2日に出場選手登録を抹消されたものの、11月2日に再登録された。同6日のオリックス戦でプロ初の先発出場となり、6回表にはプロ初盗塁を記録。この年は一軍で4試合に出場し、打率.429を記録した。
2021年、シーズン序盤に清水優心が新型コロナウイルス陽性判定、石川亮は濃厚接触者で共に特例2021で登録抹消となったことを受け、田宮は5月7日に代替指名選手として出場選手登録。ただ、両者の復帰に伴い、5月15日に出場選手登録を抹消され、その後の一軍再昇格は果たせず、この年の一軍出場は3試合に終わった。
2022年は3月2日のオープン戦（対東京ヤクルトスワローズ）で初めて左翼守備に挑戦した。開幕は二軍で迎えたものの、右手親指骨折で離脱した郡拓也に代わり、4月17日に出場選手登録。ただ、打率.125と結果を残せず、6月13日に登録抹消された。7月19日に特例2022の代替指名選手として再登録されたが、同22日に新型コロナウイルス陽性判定を受け、翌23日に特例2022で登録抹消。その後の一軍再昇格は果たせず、この年は14試合の出場で打率.111という成績であった。
2023年は二軍で91試合に出場し、イースタン・リーグの優秀選手賞を受賞した。一軍では、シーズン初昇格こそ9月22日と出遅れたが、同25日の東北楽天ゴールデンイーグルス戦で1点ビハインドで迎えた7回裏に田中将大からプロ初本塁打。同28日の千葉ロッテマリーンズ戦では勝ち越しとなるプロ初適時打を放って以降は適時打を量産するなど、10試合の出場で打率.258、2本塁打、9打点とシーズン終盤に鮮烈な活躍を見せた。オフに130万円増となる推定年俸700万円で契約を更改した。
2024年は自身初の開幕スタメンを勝ち取ると、ロッテとの開幕戦で適時打を含む2安打を記録し、2019年以来5年ぶりとなるチームの開幕戦白星に貢献した。4月5日の埼玉西武ライオンズ戦でプロ初の猛打賞を記録するなど、交流戦終了時点では54試合の出場でリーグ2位の打率.331を記録し、自身初のオールスターに選出。球宴第1戦では全パ監督の中嶋聡から打診を受けて5番・二塁で先発出場し、3回表から6回表までは捕手を務め、3打数2安打を記録した。ただ、レギュラーシーズンでは、リーグ戦再開後は55試合の出場で打率.205と不調であり、新庄剛志監督は「リード面でも山田（バッテリー）コーチにたくさん言われて、バッティングも調子を崩していた」「ちょっと田宮君は悩んでいる、壁にぶつかっている時期」と話しながらも、出場選手登録を抹消されることはなく、この年は自身初めて一軍でシーズンを完走し、チーム最多の81試合でスタメンマスクを被り、リーグ2位の盗塁阻止率.367を記録。その他、出場109試合、打率.277、3本塁打、30打点、OPS.693など、全ての数字で過去最高の成績を残し、大ブレークを果たした。シーズン終了後の10月30日、右肘のクリーニング手術を行い、送球練習開始まで約1か月、試合復帰までは約3か月の見込みであることが球団から発表された。12月4日、2300万円増となる推定年俸3000万円で契約を更改した。

## 選手としての特徴・人物
巧みなバットコントロールで広角に打ち分ける打撃や「ゆあビーム」「ゆあキャノン」と呼ばれる強肩（二塁送球タイム1秒84を記録）、50m6秒0を生かした俊足が武器の捕手。
愛称は「ゆあたそ」で、チーム内では「たみちゃん」とも呼ばれる。
甘いマスクの持ち主で、女性ファンの人気を集めている。

## 詳細情報

### 年度別打撃成績
| 年 度     | 球 団     | 試 合 | 打 席 | 打 数 | 得 点 | 安 打 | 二 塁 打 | 三 塁 打 | 本 塁 打 | 塁 打 | 打 点 | 盗 塁 | 盗 塁 死 | 犠 打 | 犠 飛 | 四 球 | 敬 遠 | 死 球 | 三 振 | 併 殺 打 | 打 率 | 出 塁 率 | 長 打 率 | O P S |
| --------- | --------- | ----- | ----- | ----- | ----- | ----- | -------- | -------- | -------- | ----- | ----- | ----- | -------- | ----- | ----- | ----- | ----- | ----- | ----- | -------- | ----- | -------- | -------- | ----- |
| 2020      | 日本ハム  | 4     | 7     | 7     | 1     | 3     | 0        | 0        | 0        | 3     | 0     | 1     | 0        | 0     | 0     | 0     | 0     | 0     | 2     | 0        | .429  | .429     | .429     | .857  |
| 2021      | 日本ハム  | 3     | 1     | 1     | 0     | 0     | 0        | 0        | 0        | 0     | 0     | 0     | 0        | 0     | 0     | 0     | 0     | 0     | 0     | 0        | .000  | .000     | .000     | .000  |
| 2022      | 日本ハム  | 14    | 21    | 18    | 1     | 2     | 1        | 0        | 0        | 3     | 0     | 0     | 0        | 2     | 0     | 1     | 0     | 0     | 4     | 0        | .111  | .158     | .167     | .325  |
| 2023      | 日本ハム  | 10    | 31    | 31    | 4     | 8     | 1        | 0        | 2        | 15    | 9     | 2     | 0        | 0     | 0     | 0     | 0     | 0     | 7     | 0        | .258  | .258     | .484     | .742  |
| 2024      | 日本ハム  | 109   | 349   | 307   | 28    | 85    | 12       | 2        | 3        | 110   | 30    | 10    | 4        | 11    | 3     | 21    | 1     | 7     | 71    | 10       | .277  | .334     | .358     | .693  |
| 通算：5年 | 通算：5年 | 140   | 409   | 364   | 34    | 98    | 14       | 2        | 5        | 131   | 39    | 13    | 4        | 13    | 3     | 22    | 1     | 7     | 84    | 10       | .269  | .321     | .360     | .681  |

- 2024年度シーズン終了時

### 年度別守備成績
捕手守備
| 年 度 | 球 団    | 捕手  | 捕手  | 捕手  | 捕手  | 捕手  | 捕手     | 捕手  | 捕手     | 捕手     | 捕手     | 捕手     |
| 年 度 | 球 団    | 試 合 | 刺 殺 | 補 殺 | 失 策 | 併 殺 | 守 備 率 | 捕 逸 | 企 図 数 | 許 盗 塁 | 盗 塁 刺 | 阻 止 率 |
| ----- | -------- | ----- | ----- | ----- | ----- | ----- | -------- | ----- | -------- | -------- | -------- | -------- |
| 2020  | 日本ハム | 4     | 9     | 0     | 0     | 0     | 1.000    | 0     | 0        | 0        | 0        | ----     |
| 2021  | 日本ハム | 1     | 0     | 0     | 0     | 0     | ----     | 0     | 0        | 0        | 0        | ----     |
| 2022  | 日本ハム | 7     | 26    | 5     | 2     | 1     | .939     | 1     | 8        | 7        | 1        | .125     |
| 2023  | 日本ハム | 6     | 29    | 4     | 1     | 1     | .971     | 0     | 8        | 4        | 4        | .500     |
| 2024  | 日本ハム | 100   | 580   | 70    | 4     | 8     | .994     | 4     | 49       | 31       | 18       | .367     |
| 通算  | 通算     | 118   | 644   | 79    | 7     | 10    | .990     | 5     | 65       | 42       | 23       | .354     |

外野守備
| 年 度 | 球 団    | 外野  | 外野  | 外野  | 外野  | 外野  | 外野     |
| 年 度 | 球 団    | 試 合 | 刺 殺 | 補 殺 | 失 策 | 併 殺 | 守 備 率 |
| ----- | -------- | ----- | ----- | ----- | ----- | ----- | -------- |
| 2022  | 日本ハム | 3     | 1     | 0     | 0     | 0     | 1.000    |
| 2023  | 日本ハム | 3     | 2     | 0     | 0     | 0     | 1.000    |
| 2024  | 日本ハム | 1     | 0     | 0     | 0     | 0     | .000     |
| 通算  | 通算     | 7     | 3     | 0     | 0     | 0     | 1.000    |

- 2024年度シーズン終了時[注 3]

### 表彰
- 月間サヨナラ賞：1回（2025年6月[58]）

### 記録
初記録
- 初出場：2020年9月27日、対オリックス・バファローズ14回戦（京セラドーム大阪）、8回裏に宇佐見真吾に代わり捕手で出場
- 初打席・初安打：同上、9回表に漆原大晟から中前安打
- 初先発出場：2020年11月6日、対オリックス・バファローズ24回戦（京セラドーム大阪）、「8番・捕手」で先発出場
- 初盗塁：同上、6回表に二盗（投手：吉田凌、捕手：頓宮裕真）
- 初本塁打・初打点：2023年9月25日、対東北楽天ゴールデンイーグルス24回戦（エスコンフィールドHOKKAIDO）、6回裏に田中将大から右越ソロ[59]

その他の記録
- オールスターゲーム出場：1回（2024年）

### 背番号
- 64（2019年[5] - ）